# Afrectopius infuscatus
Afrectopius infuscatus là một loài tò vò trong họ Ichneumonidae.